# Joshter Andrew
Joshter Andrew (ur. 11 marca 1998) – guamski judoka. Olimpijczyk z Tokio 2020, gdzie zajął 32. miejsce w wadze półśredniej.
Uczestniczk mistrzostw świata w 2018, 2019 i 2021. Startował w Pucharze Świata w latach 2017−2019. Brązowy medalista mistrzostw Oceanii w 2018 roku.

## Letnie Igrzyska Olimpijskie 2020
| Konkurencja | Eliminacje            | Klas. końcowa |
| Konkurencja | Przeciwnik I          | Miejsce       |
| ----------- | --------------------- | ------------- |
| 81 kg       | Akmal Murodov (TJK) P | 32.           |